# Toby Roth

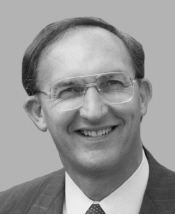
Toby Roth

Tobias Anton „Toby“ Roth (* 10. Oktober 1938 in Strasburg, Emmons County, North Dakota) ist ein ehemaliger US-amerikanischer Politiker. Zwischen 1979 und 1997 vertrat er den Bundesstaat Wisconsin im US-Repräsentantenhaus.

## Werdegang
Toby Roth besuchte bis 1957 die St. Mary’s High School in Menasha (Wisconsin). Danach studierte er bis 1961 an der Marquette University in Milwaukee. Zwischen 1962 und 1969 gehörte er als Leutnant der Reserve der US Army an. Danach arbeitete er als Makler.
Politisch schloss sich Roth der Republikanischen Partei an. Zwischen 1972 und 1978 war er Abgeordneter in der Wisconsin State Assembly. Bei den Kongresswahlen des Jahres 1978 wurde er im achten Wahlbezirk von Wisconsin in das US-Repräsentantenhaus in Washington, D.C. gewählt, wo er am 3. Januar 1979 die Nachfolge des Demokraten Robert John Cornell antrat. Nach acht Wiederwahlen konnte er bis zum 3. Januar 1997 neun zusammenhängende Legislaturperioden im Kongress absolvieren. Dort wurde im Jahr 1992 der 27. Verfassungszusatz verabschiedet.
Im Jahr 1996 verzichtete Roth auf eine erneute Kandidatur. Nach seinem Ausscheiden aus dem US-Repräsentantenhaus zog er sich aus der Politik zurück. Heute lebt er in Great Falls (Virginia).